# Vấn đề môi trường ở Indonesia
Các vấn đề môi trường ở Indonesia liên quan đến mật độ dân số cao và công nghiệp hóa nhanh, và chúng thường được ưu tiên thấp hơn do mức nghèo đói cao và quản lý nguồn lực có hạn chế.
Các vấn đề bao gồm nạn phá rừng quy mô lớn (phần lớn là bất hợp pháp) và các vụ cháy rừng liên quan gây ra sương mù dầy đặc ở các khu vực phía Tây Indonesia, Malaysia và Singapore; khai thác quá mức các nguồn tài nguyên biển; và các vấn đề về môi trường liên quan đến quá trình đô thị hoá nhanh chóng và phát triển kinh tế, bao gồm ô nhiễm không khí, tắc đường, quản lý rác thải và các dịch vụ nước và nước thải đáng tin cậy được.
Nạn phá rừng và sự tàn phá đất than bùn làm cho Indonesia trở thành nước phát thải khí nhà kính lớn thứ ba trên thế giới . Việc phá hủy môi trường sống đe doạ đến sự sống còn của các loài bản địa và các loài đặc hữu, bao gồm 140 loài động vật có vú được IUCN xác định là bị đe dọa và 15 loài được xác định là đang bị đe dọa nghiêm trọng kể cả con đười ươi Sumatra.

## Lịch sử và bối cảnh
Trong nhiều thế kỷ, các nguồn tài nguyên địa lý của quần đảo Indonesia đã bị khai thác theo những cách thức phù hợp với các khuôn mẫu lịch sử xã hội và lịch sử. Một mô hình văn hoá bao gồm những nông dân được Ấn Độ hóa trồng lúa gạo ở những thung lũng và đồng bằng Sumatra, Java và Bali; một phức hợp văn hoá khác bao gồm phần lớn khu vực thương mại ven biển Hồi giáo chủ yếu; một phần thứ ba, khu vực cận biên hơn bao gồm các cộng đồng trồng rừng ở vùng cao nguyên đang tồn tại bằng nông nghiệp nương rãy.
Ở một mức độ nào đó, các mô hình này có thể liên kết chính chúntg với các nguồn tài nguyên địa lý, với đường bờ biển dồi dào, thường là các biển yên tĩnh, và gió ổn định thích sử dụng tàu thuyền buồm, và các thung lũng và vùng đồng bằng phì nhiêu - ít nhất là ở quần đảo Greater Sunda - cho phép lúa được tưới tiêu nông nghiệp. Nội thình rừng núi, cản trở giao thông qua lại bằng đường bộ hoặc đường sông, nhưng thúc đẩy nông nghiệp đốn và đốt.
Mỗi mô hình thích ứng về sinh thái và kinh tế đều có những áp lực to lớn trong những năm 1970 và 1980, với mật độ dân số gia tăng, xói mòn đất, lắng bùn lòng sông và ô nhiễm nước từ thuốc trừ sâu nông nghiệp và khoan dầu ngoài khơi.